# Strażnica WOP Ożenna
Strażnica Wojsk Ochrony Pogranicza Ozienna/Ożenna – zlikwidowany podstawowy pododdział Wojsk Ochrony Pogranicza pełniący służbę graniczną na granicy polsko-czechosłowackiej.

Strażnica Straży Granicznej w Ożennej – zlikwidowana graniczna jednostka organizacyjna Straży Granicznej realizująca zadania bezpośrednio w ochronie granicy państwowej ze Republiką Słowacką.

## Formowanie i zmiany organizacyjne
Strażnica została sformowana w 1945 w strukturze 39 komendy odcinka jako 177 strażnica WOP (Ozienna) o stanie 56 żołnierzy. Kierownictwo strażnicy stanowili: komendant strażnicy, zastępca komendanta do spraw polityczno-wychowawczych i zastępca do spraw zwiadu. Strażnica składała się z dwóch drużyn strzeleckich, drużyny fizylierów, drużyny łączności i gospodarczej. Etat przewidywał także instruktora do tresury psów służbowych oraz instruktora sanitarnego.

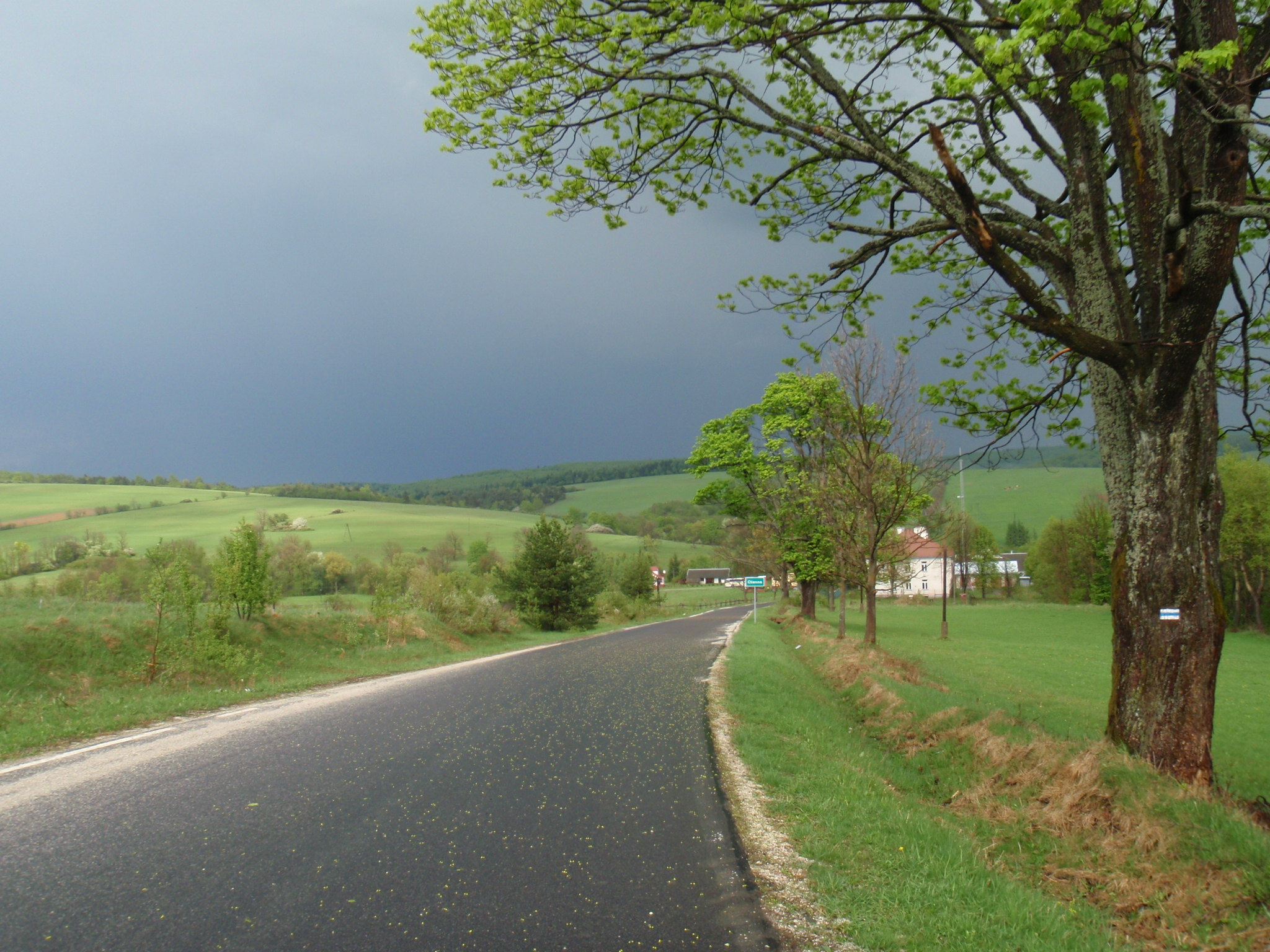
W głębi widoczny budynek byłej strażnicy w Ożennej (maj 2012)

W marcu 1947 sformowano Krośnieńską Komendę WOP w Krośnie w skład której została włączona Strażnica WOP Ożenna.
Wiosną 1947 strażnica WOP wróciła do Ożennej i otrzymała numer 178.
W związku z reorganizacją oddziałów WOP, 24 kwietnia 1948 178 strażnica OP Ożenna została włączona w struktury 41 samodzielnego batalionu Ochrony Pogranicza w Krośnie, a w 1950 1 Brygady WOP w Krośnie.
W 1952, w związku z rozformowaniem 1 Brygady WOP w Krośnie, odcinek i pododdziały przejęła 26 Brygada WOP w Przemyślu. W miejscu postoju rozformowanej brygady sformowano 265 batalion WOP Krosno, któremu podporządkowano 7 strażnic w tym strażnicę w Ożennej, która miała numer 178 w skali kraju.
Od 15 marca 1954 wprowadzono nową numerację strażnic. Strażnica WOP Ożenna II kategorii otrzymała numer 178 w skali kraju, w strukturach 265 batalionu WOP.
W 1957, w 3 Brygadzie WOP w Nowym Sączu przeformowano 18 strażnic WOP w placówki WOP, w tym strażnicę WOP w Ożennej.
1 stycznia 1960 była jako 27 placówka WOP Ożenna kategorii II w strukturach 264 batalionu WOP w Sanoku  3 Brygady WOP w Nowym Sączu.
1 stycznia 1964 funkcjonowała 21 placówka WOP Ożenna II kategorii w strukturach  batalionu WOP w Sanoku.
1 września 1989 strażnica WOP Ożenna została przekazana z Bieszczadzkiej Brygady WOP i włączona w struktury batalionu granicznego Karpackiej Brygady WOP w Sanoku Karpackiej Brygady WOP w Nowym Sączu i tak funkcjonowała do 15 maja 1991.
Straż Graniczna:
Po rozwiązaniu 15 maja 1991 Wojsk Ochrony Pogranicza, 16 maja 1991 strażnica weszła w podporządkowanie Bieszczadzkiego Oddziału Straży Granicznej i przyjęła nazwę Strażnica Straży Granicznej w Ożennej.
1 stycznia 2005 została włączona w struktury Karpackiego Oddziału Straży Graniczne.
Funkcjonowała do 2005, kiedy to została rozformowania .

## Ochrona granicy
W ochronie granicy dowódcy strażnicy WOP Ożenna ściśle współpracowali ze swoimi odpowiednikami tj. naczelnikami placówek OSH (Ochrana Statnich Hranic) CSRS.
Straż Graniczna:
6 grudnia 1996 na odcinku strażnicy zostało uruchomione przejście graniczne małego ruchu granicznego w którym kontrolę graniczną i celną osób, towarów i środków transportu wykonywała załoga strażnicy:
- Ożenna-Nižná Polianka.

1 lipca 1997 na szlaku turystycznym w rejonie znaku gran. nr I/197–I/198 zostało uruchomione przejście graniczne, w którym doraźnie kontrolę graniczną i celną osób, towarów i środków transportu wykonywała załoga strażnicy:
- Ożenna-Nižná Polianka.

## Zasięg terytorialny
W 1960, 27 placówka WOP Ożenna II kategorii ochraniała odcinek granicy państwowej o długości 17 500 m :
- Włącznie od znaku granicznego nr I/174, włącznie do znaku granicznego nr I/201.

Straż Graniczna:
Z chwilą utworzenia Bieszczadzkiego Oddziału Straży Granicznej w Przemyślu, w 16 maja 1991 Strażnica SG w Ożennej ochraniała odcinek granicy państwowej z Czechosłowacją:
- Włącznie od znaku gran. nr I/171, wyłącznie do znaku gran. nr I/202.
- Linia rozgraniczenia z:

1. Strażnicą SG w Barwinku: włącznie znak gran. nr I/171, dalej granicą gmin Dukla oraz Krempna i Nowy Żmigród.
2. Strażnicą SG w Gładyszowie: wyłącznie znak gran. nr I/202, dalej granicą gmin Krempna oraz Sękowa[17].

## Wydarzenia
- 13 grudnia 1981–22 lipca 1983 – (stan wojenny w Polsce), normę służby granicznej dla żołnierzy podwyższono z 8 do 12 godzin na dobę. Ścisłą kontrolą objęto całą strefę nadgraniczną. W stan gotowości były postawione pododdziały odwodowe[18].

## Sąsiednie graniczne jednostki organizacyjne
- 176 strażnica WOP Barwinek ⇔ 178 strażnica WOP Konieczna − 1946
- 177 strażnica OP Huta Polańska ⇔ 179 strażnica OP Radocyna − 1950
- 177 strażnica WOP Huta Polańska kat. III ⇔ 179 strażnica WOP Konieczna kat. II − 15.03.1954
- 28 placówka WOP Barwinek kat. II ⇔ 26 placówka WOP Konieczna kat. II − 1.01.1960
- 22 placówka WOP Barwinek kat. II ⇔ nn − 1.01.1964
- Strażnica WOP Barwinek Lądowa ⇔ Strażnica WOP Gładyszów Lądowa – 1990[14]

Straż Graniczna:
- Strażnica SG w Barwinku ⇔ Strażnica SG w Gładyszowie – 16.05.1991.
- GPK SG w Barwinku ⇔ GPK SG w Koniecznej – 2.01.2003.

## Komendanci/dowódcy strażnicy
- Zenon Krych (1.01.1949[e]–31.12.1950[f])[19]
- ppor. Henryk Juszczyk cz.p.o.[20]
- kpt. Jerzy Kukla (był w 1986–był w 06.1988)

Komendanci strażnicy SG:
- ppor. SG Tomasz Kantor (16.05.1991–1996)[21]
- kpt. SG Ireneusz Stachura (1996–2005).